# Campeonato Mundial de Escalada de 2001
El VI Campeonato Mundial de Escalada se celebró en Winterthur (Suiza) entre el 5 y el 8 de septiembre de 2001 bajo la organización de la Federación Internacional de Escalada Deportiva (IFSC) y la Federación Helvética de Deportes de Escalada.

## Medallistas

### Masculino
| Evento     | Oro                       | Plata                          | Bronce                  |
| ---------- | ------------------------- | ------------------------------ | ----------------------- |
| Dificultad | Gérôme Pouvreau Francia   | Tomáš Mrázek · República Checa | François Petit Francia  |
| Velocidad  | Maxym Stienkovy · Ucrania | Vladímir Zajárov · Ucrania     | Tomasz Oleksy · Polonia |
| Bloques    | Mauro Calibani · Italia   | Frédéric Tuscan Francia        | Christian Core · Italia |

### Femenino
| Evento     | Oro                     | Plata                     | Bronce                     |
| ---------- | ----------------------- | ------------------------- | -------------------------- |
| Dificultad | Martina Čufar Eslovenia | Muriel Sarkany · Bélgica  | Chloé Minoret Francia      |
| Velocidad  | Olena Riepko · Ucrania  | Maya Piratinskaya · Rusia | Svetlana Sutkina · Rusia   |
| Bloques    | Myriam Motteau Francia  | Sandrine Levet Francia    | Nataliya Perlova · Ucrania |

## Medallero
| Núm. | País            | Oro | Plata | Bronce | Total |
| ---- | --------------- | --- | ----- | ------ | ----- |
| 1    | Francia         | 2   | 2     | 2      | 6     |
| 2    | Ucrania         | 2   | 1     | 1      | 4     |
| 3    | Italia          | 1   | 0     | 1      | 2     |
| 4    | Eslovenia       | 1   | 0     | 0      | 1     |
| 5    | Rusia           | 0   | 1     | 1      | 2     |
| 6    | Bélgica         | 0   | 1     | 0      | 1     |
| 6    | República Checa | 0   | 1     | 0      | 1     |
| 8    | Polonia         | 0   | 0     | 1      | 1     |
|      | TOTAL           | 6   | 6     | 6      | 18    |